# Aimo Mustonen

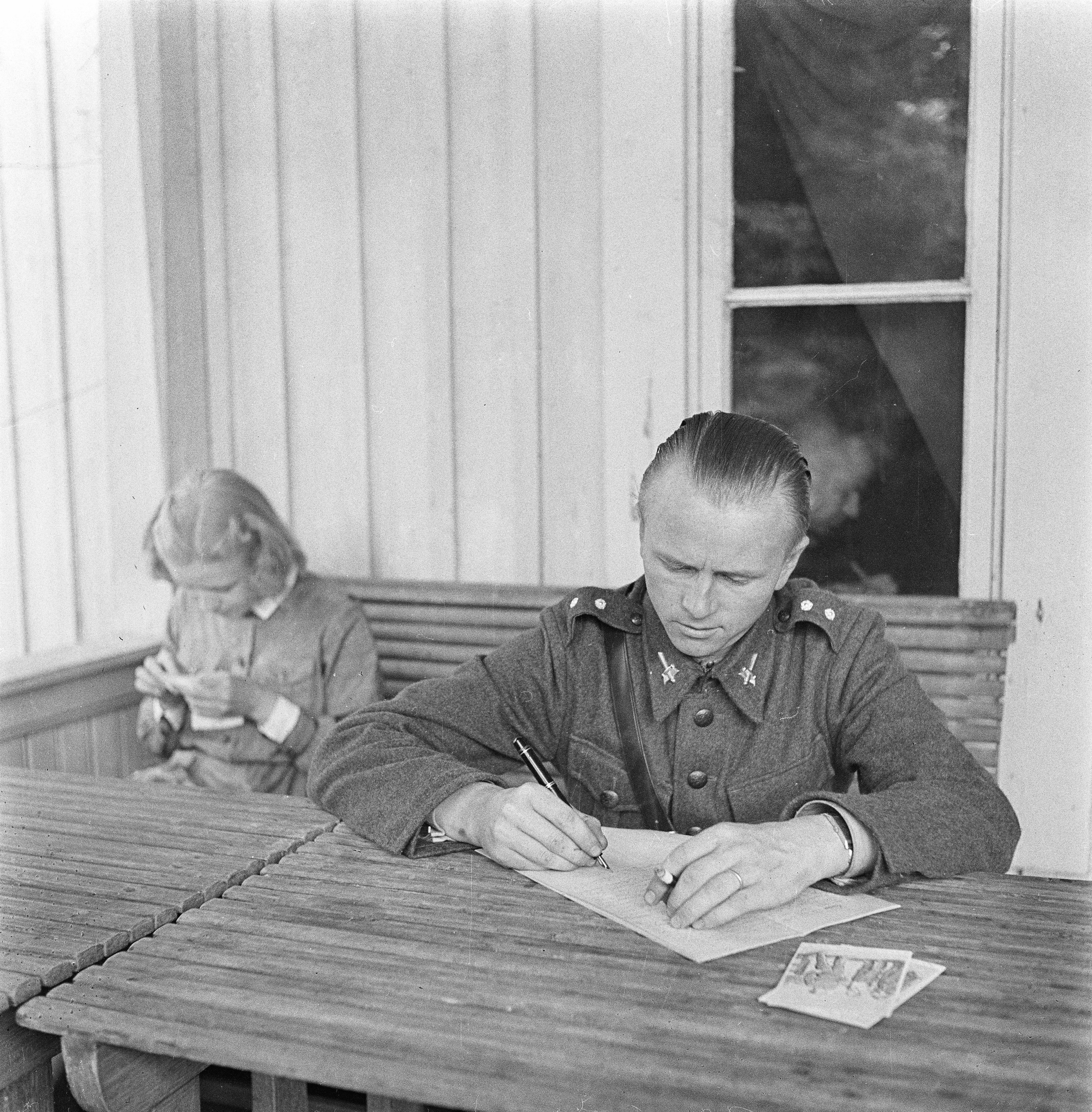
Aimo Mustonen.

 Aimo Mauno Mustonen, född 15 januari 1909 i Tammerfors, död 5 september 1994 i Klövskog, var en finländsk kompositör och sångtextförfattare, som uppnådde berömdhet för kompositionen av Frans Eemil Sillanpääs marschsång Sillanpään marssilaulu. Totalt komponerade Mustonen 75 sånger och författade 67.